# 齐安围
齐安围，位于中国廣東省兴宁市龙田苑塘，是带军事性质的民居，城寨是在清朝咸丰年间，為防禦太平天國的軍隊，由罗氏汉光公一支所建立的。